# Sten Tolgfors

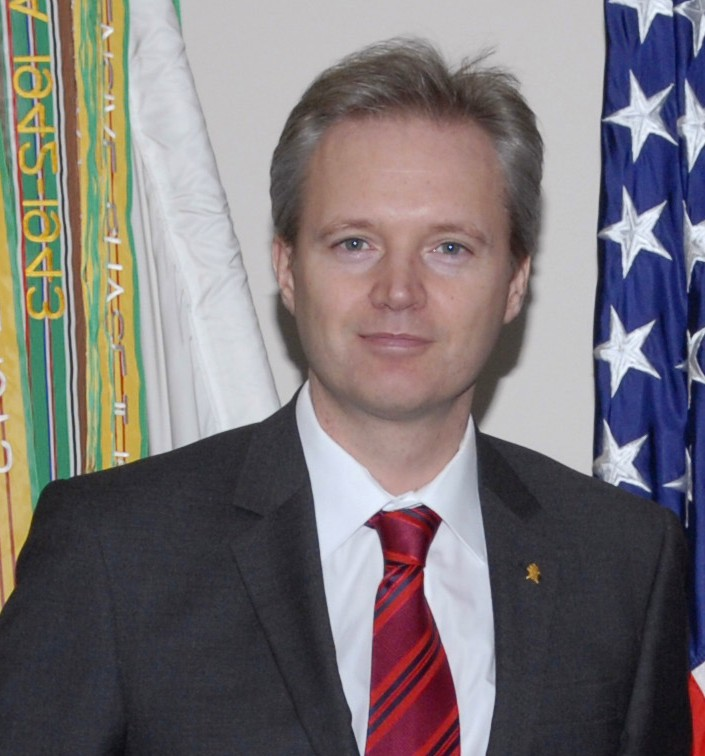
Sten Tolgfors (2008)

Sten Tolgfors (Aussprache [ˌsteːn ˈtɔlːʝfɔʂ], * 17. Juli 1966 in Forshaga) ist ein schwedischer Politiker der Moderaten Sammlungspartei.

## Leben
Nachdem er die Oakcrest High School (USA) und die Karlberg-Schule in Åmål besucht hatte, studierte Tolgfors Politikwissenschaft an der Universität Örebro.
Sten Tolgfors war von 1990 bis 1995 Vorstandsmitglied der Jugendorganisation der moderaten Partei. Kommunalpolitisch engagierte er sich in dieser Zeit von 1991 bis 1994 auch als Mitglied des Gemeinderates der Stadt Örebro. Beruflich war er von 1991 bis 1994 als Berater im Ministerium für Verteidigung sowie im Ministerium für Industrie und Gewerbe tätig. 1994 wurde er Mitglied des schwedischen Reichstages, dem er bis heute angehört. 2002 wurde er Mitglied des Vorstandes der Sammlungspartei. Von 2002 bis 2003 war er Sprecher seiner Partei in Fragen der Sozialversicherung und von 2003 bis 2006 in Fragen der Bildungspolitik. 2006 wurde er dann Außenhandelsminister und war ab 2007 als Nachfolger Mikael Odenbergs Verteidigungsminister Schwedens.
Am 29. März 2012 trat er zurück, nachdem Sveriges Radio die Beteiligung des dem Ministerium unterstellten Forschungsinstituts FOI an Planungen zum Bau einer Waffenfabrik in Saudi-Arabien aufgedeckt hatte.
Seit dem 1. September 2022 ist er Landshövding (Regierungspräsident) der Provinz Västra Götalands län.